# Ottokar Runze
Ottokar Runze (* 19. August 1925 in Berlin; † 22. September 2018 in Neustrelitz) war ein deutscher Schauspieler, Regisseur, Filmproduzent und Synchronsprecher.

## Leben

### Die Anfänge als Schauspieler
Nach dem Abitur besuchte Runze von 1947 bis 1948 die Schauspielschule des Deutschen Theaters in Berlin, wo er 1948 als Valère in Molières Der Geizige sein Bühnendebüt gab. Es folgten Bühnenengagements an zahlreichen Berliner Theatern (u. a. Schillertheater, Hebbel-Theater). Dabei war Runze nicht nur als Bühnenschauspieler, sondern auch als -regisseur tätig.
1950 gab Ottokar Runze in Kurt Hoffmanns Krimi Fünf unter Verdacht sein Filmdebüt. Vier Jahre später spielte er in dem Märchenfilm König Drosselbart seine erste Hauptrolle. Dennoch blieben Runzes Filmauftritte als Darsteller selten, u. a. in Slatan Dudows Familie Benthin und Günter Gräwerts Tod in Astapowo.

### Regisseur und Produzent
Stattdessen verlagerte Runze seinen künstlerischen Schwerpunkt mehr und mehr auf die Regiearbeit. Mitte der 50er Jahre arbeitete er als Dialogregisseur für den ungarischen Regisseur Josef von Báky, von dem er zudem als Regie-Assistent unterwiesen wurde. Als junger Regisseur fand Runze kaum eine Produktionsgesellschaft, die ihm ein Filmprojekt übertragen wollte. Daher gründete er 1963 eine eigene Produktionsfirma, die aurora television Produktions-GmbH & co., mit der er zunächst Dokumentar- und Spielfilme für das Fernsehen produzierte, bei denen er zumeist selbst Regie führte.
1973 inszenierte er mit Der Lord von Barmbeck einen Kinofilm, für den er mit dem Deutschen Filmpreis in Silber ausgezeichnet wurde. Bei der Produktion führte er nicht nur Regie, sondern verfasste gemeinsam mit Inken Sommer das Drehbuch. Aufgrund des Erfolges der Produktion drehte und produzierte Runze mit Im Namen des Volkes (1974) und Das Messer im Rücken (1975) zwei Fortsetzungen. Auch für Im Namen des Volkes erhielt er den Deutschen Filmpreis in Silber und zudem den Silbernen Bären der Berlinale. Ein zentrales Thema von Runzes oft sozial- und gesellschaftskritischen Filmen ist die Frage nach Schuld und Sühne. Zu seinen Erfolgen zählen neben der Lord von Barmbeck-Trilogie das Drama Verlorenes Leben (1976), eine Hommage an Fritz Lang mit Gerhard Olschewski in der Hauptrolle, der Kriminalfilm Der Mörder nach Georges Simenon (ebenfalls mit Olschewski), das Drama Stern ohne Himmel über den Holocaust (nach Leonie Ossowski), die Komödie Der Schnüffler mit Dieter Hallervorden, das Fernsehspiel Der veruntreute Himmel nach Franz Werfel, die Tragikomödie Die Hallo-Sisters mit Gisela May und Ilse Werner.
Darüber hinaus betrieb Runze als Produzent intensive Nachwuchsförderung. So konnten junge Regisseure wie Matti Geschonneck und Hans-Christoph Blumenberg durch seine Produktionsgesellschaft ihre ersten Filme inszenieren.
Für seine Tätigkeit als Regisseur und Produktionsleiter bei Kurz- und Spielfilmen erhielt Runze insgesamt sieben Filmbänder in Gold und Silber. 2002 wurde er zudem mit dem Ehrenpreis des Deutschen Filmpreises für sein Lebenswerk geehrt. 2003 gehörte er zu den Gründungsmitgliedern der Deutschen Filmakademie.

### Synchronisation

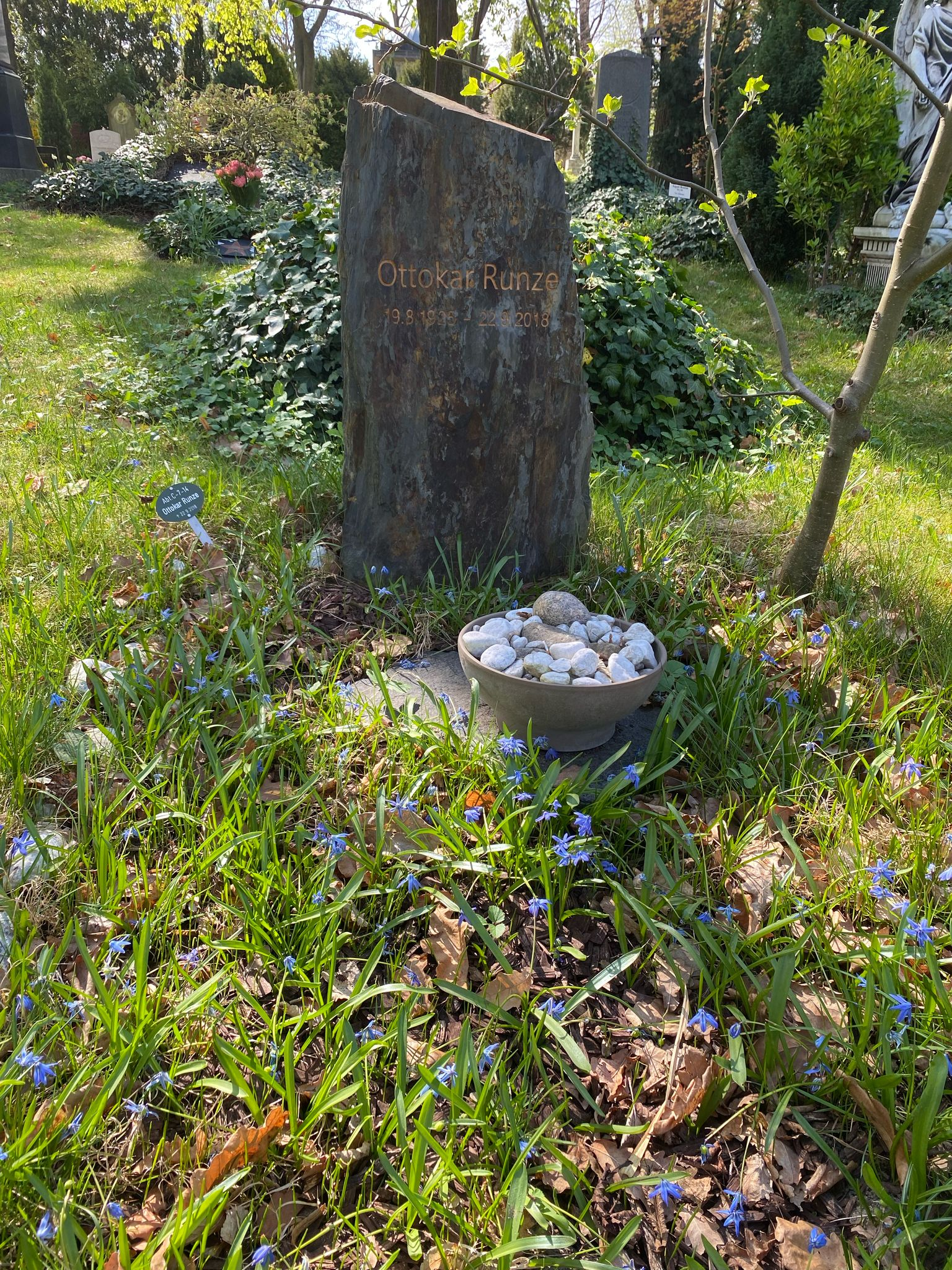
Grabstätte auf dem Alten St.-Matthäus-Kirchhof

Darüber hinaus war Runze von 1950 bis 1992 umfangreich in der Synchronisation tätig. Dabei lieh er seine Stimme international bekannten Schauspielkollegen wie Tony Curtis (Winchester ’73), Alain Delon (Lautlos wie die Nacht). Cary Grant (Arsen und Spitzenhäubchen), Anthony Perkins (u. a. Lockende Versuchung), Christopher Plummer (Der Untergang des Römischen Reiches), Tony Randall (u. a. Bettgeflüster und Ein Pyjama für zwei), Jean-Louis Trintignant (Meine Nacht mit Maude) und Robert Wagner (Feuertaufe).
Als Synchronregisseur und Dialogbuchautor zeichnete Runze außerdem für zahlreiche Filme verantwortlich. Von 1956 bis 1962 arbeitete er dabei hauptsächlich für MGM (MGM Synchronisations-Atelier) u. a. an den Filmen Die Hölle ist in mir, Ben Hur und König der Könige. Ab den 1970er-Jahren war er hauptsächlich für Filme der Paramount Pictures zuständig und bei der Berliner Synchron tätig. Er leitete dort u. a. die Synchronisation von Der Pate I, II und III, Der letzte Kaiser und Andromeda – Tödlicher Staub aus dem All (1971). Er bearbeitete außerdem zahlreiche Roman-Polanski-Filme, u. a. Macbeth (1971), Chinatown, Der Mieter (1976).

### Privates
Ottokar Runze war zeitweilig mit der Schauspielkollegin Eva Krutina verheiratet. Seine jüngere Schwester Waltraud Runze arbeitet ebenfalls als Schauspielerin. Runze starb im September 2018 im Alter von 93 Jahren. Er ruht auf dem Alten St.-Matthäus-Kirchhof in Berlin-Schöneberg.

## Filmografie (Auswahl)

### Regie
- 1961: Die seltsame Gräfin
- 1963: Das Echo
- 1964: Das ozeanische Fest
- 1965: Es geschah in Berlin (Fernsehserie, 3 Folgen)
- 1966: Die Ballade von Peckham Rye
- 1968: Duell um Aimée
- 1970: Scheidung auf Englisch
- 1971: Leiche gesucht
- 1971: Das Geld liegt auf der Bank
- 1972: Viola und Sebastian (auch Drehbuch)
- 1973: Les Humphries – Der programmierte Erfolg
- 1973: Der Lord von Barmbeck (auch Produktion, Co-Drehbuch)
- 1974: Im Namen des Volkes (auch Produktion)
- 1975: Das Messer im Rücken (auch Produktion)
- 1976: Verlorenes Leben (auch Produktion)
- 1977: Die Standarte (auch Produktion)
- 1979: Der Mörder (auch Produktion)
- 1980: Peter Frankenfeld
- 1981: Stern ohne Himmel (auch Produktion)
- 1982: Feine Gesellschaft – beschränkte Haftung (auch Produktion)
- 1983: Der Schnüffler
- 1983: Bert Kaempfert: Melodien, die man nie vergisst
- 1985: Nein, ich gebe niemals auf: Hildegard Knef wird 60 Jahre
- 1986–1988: Ein heikler Fall (auch Autor)
- 1978: Hamburg – Bilder aus einer großen Stadt (auch Produktion)
- 1990: Der veruntreute Himmel[4][5] (auch Produktion)
- 1990: Die Hallo-Sisters (auch Produktion)
- 1992: Linda (auch Produktion)
- 1993: Goldstaub (auch Produktion)
- 1994: Tatort: Laura mein Engel
- 1995: Hiobsbotschaft (auch Produktion)
- 1995: Hiobsbotschaft – Teil 2 (auch Produktion)
- 1998: Hundert Jahre Brecht (auch Produktion)
- 1999: Der Vulkan (auch Produktion)

### Regieassistenz
- 1958: Stefanie
- 1959: Der Mann, der sich verkaufte
- 1959: Marili

### Schauspiel
- 1950: Cinderella (Sprechrolle)
- 1950: Fünf unter Verdacht
- 1950: Familie Benthin
- 1954: Die Fuchsjagd
- 1954: König Drosselbart
- 1974: Tod in Astapowo

### Produktion
- 1982: Feine Gesellschaft – beschränkte Haftung
- 1982: Konrad aus der Konservenbüchse
- 1985: Novembermond
- 1992: Das Sommeralbum
- 1996: Die Spur der roten Fässer
- 1999: Der Vulkan
- 1999: Zwei in einem Boot
- 2001: Newenas weite Reise

### Drehbuch
- 1996: Offenbachs Geheimnis

## Auszeichnungen (Auswahl)
- 1974: Deutscher Filmpreis in Silber für Der Lord von Barmbeck (Produktion)
- 1974: Silberner Bär der Berlinale 1974 für Im Namen des Volkes
- 1974: Deutscher Kritikerpreis
- 1975: Deutscher Filmpreis in Silber für Im Namen des Volkes
- 1978: Ehrende Anerkennung beim Adolf-Grimme-Preis für Im Namen des Volkes
- 2002: Ehrenpreis des Deutschen Filmpreises für das Lebenswerk